# عربة إنعاش

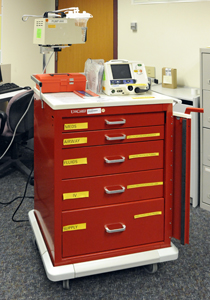
عربة إنهيار في مركز طبي بديترويت، ميشيغان.

عربة الإنعاش أو عربة الرمز أو عربة الإنهيار أو عربة ماكس عبارة عن عربة بها مجموعة الأطباق والأدراج والأرفف، يمكنها التحرك من مكان لمكان، وتُستخدم في المستشفيات لنقل وتوزيع الأدوية والمعدات الطارئة في موقع الطوارئ الطبية والجراحية لتنفيذ بروتوكولات دعم الحياة (دعم الحياة المتقدم/ دعم الحياة القلبية المتقدم) لإنقاذ حياة شخص ما، وتحمل العربة أدوات الإنعاش القلبي الرئوي والإمدادات الطبية الأخرى.
صمم جويل ج.نوبل عربة التحطم بينما كان طبيب مقيم جراحة في مستشفى بنسلفانيا في فيلادلفيا عام 1965، وحصل بها على براءة اختراع، وقد ساهمت العربة في تعزيز كفاءة المستشفى في حالات الطوارئ، بتوفير الوقت على الأطباء والممرضات، ما ساهم في زيادة فرص إنقاذ الأرواح.
تختلف محتويات العربة من مستشفى لأخرى، لكنها تحتوي عادةً على الأدوات والأدوية اللازمة لعلاج شخص مصاب بالسكتة القلبية، ويشمل ذلك:
- مزيل للرجفان، جهاز مراقبة نظم القلب وجهاز شفط وأحجام مختلفة من الأقنعة ذات الصمام والكيس
- أدوية دعم الحياة القلبية المتقدمة مثل الإبينفرين، الأتروبين، الأميودارون، اليدوكائين، بيكربونات الصوديوم، الدوبامين، والفازوبريسين
- أدوية الخط الأول لعلاج المشكلات الشائعة مثل: الأدينوزين، الدكستروز، الإبينفرين للاستخدام العضلي، النالوكسون، النتروجليسرين وغيرها
- أدوية التحريض المتتال السريع: سكسينيل كولين أو أي دواء مُشِل آخر، والمهدئات مثل إيتوميدات وميدازولام، وأنابيب القصبة الهوائية ومعدات التنبيب الأخرى
- أدوية الأوردة المحيطية والمركزية
- معدات طب الأطفال (أدوية الأطفال الشائعة، معدات التنبيب، إلخ.)
- الأدوية والمعدات الأخرى التي تختارها المنشأة

عادةً ما تستخدم المستشفيات رموز اتصال بيني في المواقف التي يعاني فيها شخص ما من سكتة قلبية أو حالة قاتلة مماثلة خارج قسم الطوارئ أو وحدة العناية المركزة، وعند إذاعة هذا الرموز فإنه يُتوقع من موظفي المستشفى والمتطوعين إخلاء الممرات وتوجيه الزائرين للوقوف جانبًا، تنهيدا لقدوم الفريق الطبي في أي لحظة. (انظرالرمز الأزرق)

## في الحوسبة
يُستخدم مصطلح عربة الإنهيار في صناعة الكمبيوتر (كقياس على مثيلتها في الطب) ليُشير إلى العربة التي يمكن توصيلها بخادم معطوب بشكل سيئ لدرجة استحالة الوصول إليه عن بُعد، ويكون الهدف من توصيل هذه العربة هو «إنعاش» الخادم إلى الحد الذي يُمكن معه التحكم فيه عن بُعد مرة أخرى، وتشمل هذه العربات في الغالب لوحة مفاتيح وفأرة وشاشة، لأن معظم الخوادم في البيئة الحديثة عالية الكثافة لا تحتوي على أجهزة إدخال/ إخراج.
كما يمكن أن يشير مصطلح «عربة الإنهيار» أيضًا إلى وسيط قابل للإقلاع والإزالة يحتوي على نظام تشغيل وبرنامج ذات صلة تُستخدم في استعادة أجهزة الكمبيوتر من حالة الفشل، وذلك عندما تكون الاستعادة غير ممكنة باستخدام نظام التشغيل والبرامج المثبتة على الكمبيوتر.